# Anthemius
Anthemius (latin: Procopius Anthemius Augustus), född omkring år 420 i Konstantinopel, död 11 juli 472 i Rom, var kejsare över det västromerska riket från den 12 april 467 till den 11 juli 472.
Anthemius utsågs till västromersk kejsare 467 av Östroms kejsare Leo I. Han fick ta itu med hoten mot det vacklande kejsardömet i form av visigoter och vandaler.
Anthemius blev allvarligt sjuk år 470 och trodde att det var orsakat av trolldom. Han lät avrätta en hel rad personer som han ansåg ansvariga, bland andra en Romanus. Denne var emellertid vän med den mäktige goten Ricimer. Ricimer som tills nu stått vid kejsarens sida blev ovän med denne, och en väpnad konflikt bröt ut mellan dem. Det slutade med att gotens systerson Gundobad högg huvudet av Anthemius den 11 juli 472. Ricimer upphöjde efter Anthemius död Olybrius till kejsare.